# Perotrochus atlanticus
Perotrochus atlanticus (Rios & Matthews, 1968) é uma espécie de molusco gastrópode marinho da família Pleurotomariidae, nativa da região sudoeste do oceano Atlântico. Foi a primeira espécie descrita, desta família, para a América do Sul.

## Descrição
Perotrochus atlanticus possui concha em forma de turbante, de 7 a 10 centímetros, com 7 voltas ligeiramente convexas. Fenda lateral, típica de Pleurotomariidae, estreita e curta. Base da concha afundada na região umbilical, porém não perfurada. Abertura subquadrada. Escultura da superfície da concha constituída de estrias espirais, que aumentam de número com o crescimento através do aparecimento de estrias intercalarias; também visíveis na parte interna do lábio externo. Inúmeras marcas axiais cortam as estrias espirais e formam pequenos nódulos nos encontros. A concha é de coloração creme, com tons em amarelo e irregulares estrias em vermelho amarronzado que se prolongam pela base da concha. Interior da abertura, lábio interno e área umbilical, fortemente nacarados.

## Distribuição geográfica
São encontrados em águas moderadamente profundas da costa brasileira, indo do estado de Rio de Janeiro ao estado do Rio Grande do Sul (com seu holótipo coletado em São Sebastião, São Paulo, pelo navio oceanográfico "Walter Herwig", de uma profundidade de 133 metros, em 02 de março de 1968); em fundos lodosos e arenosos de 150 a 200 metros.